# G6

Państwa członkowskie G6

G6 – nieformalna grupa powstała w maju 2003 z inicjatywy Hiszpanii początkowo jako G5, w 2006 powiększona o Polskę. Zrzeszała sześć najbardziej zaludnionych państw Unii Europejskiej – w ich obrębie znajduje się ok. 70% jej obywateli. Celem wspólnoty było współdziałanie zrzeszonych w niej państw (poza ramami UE) w dziedzinach szczególnie istotnych dla bezpieczeństwa.

## Członkowie G6
| Lp | Kraj            | Ludność (2016) | Powierzchnia | Członkostwo w strefie Schengen | Członkostwo w strefie euro | Kwestie militarne                     | Liczba głosów w RUE | Liczba członków w PE | PKB per capita (2016) | Procent średniej unijnej | Następny rok sprawowania prezydencji | Szef rządu/głowa państwa             |
| -- | --------------- | -------------- | ------------ | ------------------------------ | -------------------------- | ------------------------------------- | ------------------- | -------------------- | --------------------- | ------------------------ | ------------------------------------ | ------------------------------------ |
| 1  | Francja         | 66 661 621     | 675 417 km²  | T                              | T                          | EU BGS, Eurofor, Eurokorpus, EGF, UZE | 29                  | 74                   | 31 700 €              | 117%                     | 2022                                 | Emmanuel Macron En Marche!           |
| 2  | Hiszpania       | 46 438 422     | 504 645 km²  | T                              | T                          | EU BGS, Eurofor, Eurokorpus, UZE      | 27                  | 54                   | 23 800 €              | 88%                      | 2023                                 | Pedro Sanchez PES                    |
| 3  | Niemcy          | 82 162 000     | 357 114 km²  | T                              | T                          | EU BGS, Eurokorpus, UZE               | 29                  | 96                   | 34 700 €              | 129%                     | 2034                                 | Olaf Scholz PES                      |
| 4  | Polska          | 37 967 209     | 322 575 km²  | T                              | [ 6 ]                      | Eurokorpus, EU BGS                    | 27                  | 51                   | 11 200 €              | 41%                      | 2025                                 | Donald Tusk Europejska Partia Ludowa |
| 5  | Wielka Brytania | 65 382 556     | 244 820 km²  | tylko w zakresie III filaru    | [ 7 ]                      | EU BGS, UZE                           | 29                  | 73                   | 31 700 €              | 117%                     | -                                    | Rishi Sunak SEKiR                    |
| 6  | Włochy          | 60 665 551     | 301 300 km²  | T                              | T                          | EU BGS, Eurofor, EGF, UZE             | 29                  | 73                   | 25 900 €              | 96%                      | 2028                                 | Giorgia Meloni SEKiR                 |

### Kandydaci do G6 (G7)
| Lp | Kraj    | Ludność (2016) | Powierzchnia | Członkostwo w strefie Schengen | Członkostwo w strefie euro | Kwestie militarne | Liczba głosów w RUE | Liczba członków w PE | PKB per capita (2016) | Procent średniej unijnej | Następny rok sprawowania prezydencji | Szef rządu/głowa państwa |
| -- | ------- | -------------- | ------------ | ------------------------------ | -------------------------- | ----------------- | ------------------- | -------------------- | --------------------- | ------------------------ | ------------------------------------ | ------------------------ |
| 1  | Rumunia | 19 759 968     | 238 391 km²  | T                              | N                          | EU BGS            | 14                  | 32                   | 7 700 €               | 29%                      | 2032                                 | Klaus Iohannis EPL       |